# Tomás Medina Menéndez

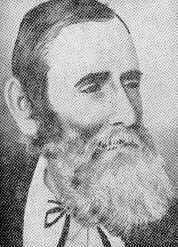
Tomás Medina Menéndez

Tomás Medina Menéndez (* Juni 1803 in Santa Ana (El Salvador); † 13. Februar 1884) war vom 1. bis 3. Februar 1848 Supremo Director von El Salvador.

## Leben
Seine Eltern waren Juana Menéndez und José Bernardo Medina.
In seiner Jugend war er Handelsunternehmer.
Am 9. März 1831 heiratete er Gertrudis Rodríguez.
1854 wurde er Gouverneur des Departamento Sonsonate, das Amt übte er acht Monate aus und empfahl Teodoro Moreno als seinen Nachfolger, welcher ihn ablöste.
Im Januar 1859 kandidierte er für das Parlament für das Departamento Santa Ana, welches aus dem Departamento Sonsonate herausgelöst worden war.
Im Januar 1860 trat er sein Abgeordnetenmandat für die Departamentos Metapán und Santa Ana im Parlament an und führte es bis zur Auflösung des Parlamentes durch Francisco Dueñas Díaz 1863. Medina hat ein erhebliches Vermögen erworben. 1833 kaufte er die Mühle von Apanteos, 1836 die Haciendas von San Juan del Campo und San Isidro zu einem Preis von 80.000 Pesos.
Er starb am 13. Februar 1884 an Pharyngitis.